# Мозес Терборх
Мозес Терборх (на нидерландски: Moses ter Borch), роден на 19 юни 1645 г. в Зволе, починал на 12 юли 1667 г. в Харуич е нидерландски живописец и график, син на Герард Терборх Стари и най-малък брат на Герард Терборх Млади, Гезина Терборх и Хармен Терборх.

## Живот
Мозес се учи да рисува от баща си Герард Терборх Стария. От него са запазени поредица от ескизи на глави, изпълнени отлично, което показва, че още от най-ранна възраст той не отстъпва по дарба на най-известния от семейството – брат му Герард Терборх. Почти двадесет годишен той постъпва в нидерландския военноморски флот. Кратко време след битката при Чатъм на река Медуей Мозес умира близо до Харуич.

## Подбрани творби
- Автопортрет
- Автопортрет, назован също „Портрет на Ян Фабус“
- Портрет на стара жена